# Kenolamna
Kenolamna è un genere estinto di squalo lamnide vissuto nel Cretaceo superiore (Cenomaniano) conosciuto solo da denti isolati. Prende il nome in onore di Kenneth McNamara, ex curatore di Paleontologia presso il Western Australian Museum. È provvisoriamente inserito nella famiglia Otodontidae come un membro basale, più vicino a Cretalamna e Paleocarcharodon, sebbene non sia chiaro quanto sia strettamente correlato a entrambi. Attualmente è un genere monotipico contenente solo la specie K. gunsoni.